# 3 Bad Men
3 Bad Men és una pel·lícula muda nord-americana dirigida per John Ford basada en la novel·la de Herman Whittaker "Over the Border" (1916-17) i estrenada el 31 d'agost de 1926. És considerada com una de les millors pel·lícules mudes de John Ford. Una nova versió de la pel·lícula, titulada Not Exactly Gentlemen es va rodar l'any 1931 dirigida per Benjamin Stoloff.

## Argument
L'any 1876, en plena onada de colonització cap a l'oest, un vell anomenat Nat Lucas troba or a la terra dels Sioux. La notícia produeix una riuada d'immigrants de tot arreu cap a Dakota. Per tal de poder entrar en el territori, els colons esperen en un campament a Custer la proclamació del permís general d'exploració que ha de signar el President Ulysses S. Grant després de la compra dels territoris per part del govern americà. Camí cap a Custer, l'immigrant irlandès Dan O'Malley ajuda el Major Carleton, que condueix un grup de cavalls pura sang, a reparar la roda de la seva caravana i queda encaterinat de la seva filla, Lee Carleton.
Tres homes fora de la llei, Mike Costigan, "Bull" Stanley i Spade Allen, buscats per tot el país, que "tenen el costum de trobar cavalls que ningú ha perdut", observen la caravana de gent que va cap a Dakota. En el campament, el corrupte xèrif Layne Hunter és qui imposa les normes injustes amb l'ajut dels seus sequaços. Té a Millie Stanley, germana de "Bull" Stanley com a amistançada tot i que ella creu innocentment que no s'han casat, ja que no hi ha cap reverend al campament. El seu germà fa molt de temps que no sap res d'ella. Quan arriba el reverend Benson al campament i ella li recorda la seva promesa Hunter se'n desfà i l'ofereix a un dels seus seguidors.
Un dels sequaços descobreix la carreta del Major Carleton avançar per la praderia i, amb el consentiment de Layne Hunter, es disposen a assaltar-lo per robar-li els cavalls. En el moment de l'assalt coincideixen amb "Bull" Stanley i els seus dos companys que s'acosten amb les mateixes intencions. Després d'una breu lluita, en la que el senyor Carleton és assassinat, els homes de Hunter fugen. Stanley es disposa a matar Lee que està abraçada sobre el cadàver del seu pare quan, al treure's aquesta el barret, veu que és una noia i mana als seus companys que no s'enduguin els cavalls i la condueixen cap al camp de pioners.
Al campament, Layne Hunter intenta seduir Lee però es protegida pels tres bandolers que a partir d'aleshores l'ajudaran en tot el necessari. "Bull" s'adona que la millor manera de protegir-la és trobar-li un marit que procuri per ella. Durant d'una baralla en el saloon, Bull coneix Dan i el troba la persona ideal amb qui casar Lee. Per això li ofereix de treballar amb ell i, en acceptar, Lee i Dan es retroben.
Aquell vespre, els sequaços de Hunter intenten fer que Nat Lucas, el vell descobridor d'or els digui on és la terra d'on va treure l'or. En negar-se a dir-ho és assassinat però abans entrega el plànol de la terra a Bull. Aquest decideix liderar una revolta de la gent honesta contra el xèrif Hunter. Mentre aquests es preparen per a la lluita les dones, a l'església improvisada preguen per l'èxit de la revolta. Hunter assabentat de tot mana a un dels seus secuaços que acabi amb el capellà. Aquests cremen l'església amb llençant pendent avall caravanes enceses. Millie Stanley és ferida quan s'interposa a una bala dirigida al reverend. En aquell moment arriben Bull, Dan i els altres i fan fugir els sequaços. Bull Stanley descobreix la seva germana moribunda i s'assabenta que Hunter és qui l'ha enganyada.
L'endemà arriba i és el dia que tothom pot entrar al territori de Dakota a prendre el seu terreny per a buscar or o per cultivar. Una riuada de colons avancen ràpidament cap a la línia que no es pot travessar i que marca on comença el territori. Mentrestant, Bull Stanley i els seus companys enterren Millie. Tot i que Bull vol buscar Hunter accedeix per ara a acompanyar Lee. Es produeix una cursa desfermada de centenars de carretes per poder triar la millor terra i Bull i els seus companys van tot davant dirigint-se cap a la terra de l'or. Quan el grup de Lee Carleton es troba dins un congost són atrapats per Hunter i els seus homes. Dan i Lee s'avancen mentre que Bull, MIke i Spade es queden per enfrontar-s'hi. Un darrere l'altre moren en el tiroteig però logren, al seu torn, acabar amb la banda. Bull abans de morir mata Hunter. Anys després Lee i Dan tenen una terra que cultiven i un fill al que han posat el nom dels tres homes "dolents".

## Repartiment
- George O'Brien (Dan O'Malley)
- Olive Borden (Lee Carleton)
- Lou Tellegen (xèrif Layne Hunter)
- Tom Santschi ("Bull" Stanley)
- J. Farrell MacDonald (Mike Costigan)
- Frank Campeau ("Spade" Allen)
- Priscilla Bonner (Millie Stanley)
- Otis Harlan (Zach Little, editor)
- Phyllis Haver (Lily)
- Georgie Harris (Joe Minsk)
- Alec B. Francis (Reverend Calvin Benson)
- Jay Hunt (Nat Lucas)
- George Irving (General Neville)
- Walter Perry (Pat Monahan)

## Rodatge
Filmada al Teton Ranch de Jackson Hole (Wyoming), Lone Pine i al desert de Mojave, el rodatge en aquest últim ser especialment dur i el 5 d'octubre Priscilla Bonner, Olive Borden i Grace Gordon van haver de ser dutes a casa, ja que es trobaven malament amb febres molt altes i es va arribar a temer per la vida de Olive Borden. Es va haver d'evacuar tot l'equip de rodatge durant aquella setmana i es va haver de construir un nou set on rodar algunes escenes mentre es recuperaven. Econòmicament, la pel·lícula no va funcionar i a l'estudi li va costar anys recuperar la inversió realitzada, uns 650.000 dòlars de l'època, per fer, per exemple, una reproducció a escala real de la ciutat de Custer tal com era el 1877 amb centenars d'extres. Destaca l'escena de la cursa per la terra en la que centenars de caravanes alineades esperen el moment de poder entrar al territori per pendre la terra. Alguns dels extres havien participat històricament en aquella cursa i l'incident del nen abandonat a punt de ser aplastat per les caravanes de la cursa és real.
Després de l'estrena la pel·lícula va ser muntada de nou i se'n van eliminar uns 20 minuts. En veure els canvis dràstics introduïts a la nova versió, va enfadar-se tant que va demanar que es retirés el seu nom dels títols de crèdits, cosa que no es va arribar a fer.
Els dos protagonistes principals, George O'Brien i Olive Borden, es van conéixer durant aquest rodatge i diferents diaris van publicar que eren parella tot i que mai es van casar.